# Падмасамбхава
Падмасамбха́ва (санскр. पद्मसंभव, IAST padmasaṃbhava, «рождённый из падмы (лотоса), лотосорождённый»; кит. 蓮華生上師, Ляньхуа шэн шан ши; тиб. , вайли pad ma 'byung gnas; монг. Бадамжунай) — индийский учитель буддийской тантры VIII века. Об историческом Падмасамбхаве мало что известно, кроме его помощи в строительстве первого буддийского монастыря в Тибете Самье по указанию царя Тисонг Децэна, вскоре после чего он покинул Тибет из-за придворных интриг.
К XII веку вокруг жизни и деяний Падмасамбхавы выросло множество легенд. В тибетском буддизме он является персонажем литературного жанра терма как эманация Будды Амитабхи, являясь в видениях тертонам и открывая места сокрытых ранее в земле тантрических текстов.
В Бутане и в Тибете он также известен как Гуру Ринпоче (тиб. - "Драгоценный Учитель"). 
Буддийская школа Ньингма почитает его как второго Будду. 
Падмасамбхава создал линию устной передачи известную как "Кама", которая переходит от учителя к ученику, а также цикл скрытых учений (терма). Большое значение в школе Ньингма имеют также две его жены — Мандарава и Еше Цогьял. По словам последней, Падмасамбхава — «Кормчий, переправляющий в Нирвану всех существ Сансары».

## Рождение и ранние годы
При рождении Падмасамбхава чудесно выглядел восьмилетним мальчиком в цветке лотоса (санскр. - падма, отсюда - "Падмасамбхава" - "Рождённый в лотосе") на острове в озере Данакоша в стране Уддияна (северо-западная Индия, терр. совр. Пакистана). Считалось, что он является эманацией Будды Амитабхи. Его нашёл и усыновил бездетный царь страны Индрабодхи, который путешествовал со своим министром Кришнадхарой. Ребёнку дали имя "Падмакара", поскольку он был найден в лотосе. 
Воспитанный, как принц, он достиг совершеннолетия и женился на Прабхадхари. Ему пришло осознание великой миссии, ради которой он должен был удалиться от своих мирских дел. Однако отчим не пошёл ему навстречу. Тогда Падмасамбхава пошёл на преступление, убив сына одного из вельмож. В наказание он был изгнан из страны. 
Во время медитаций на кладбищах и в недоступных пещерах он получает тайные тантрические посвящения от двух дакини и становится великим йогином и чудотворцем. Так он возвратился в страну Уддияна и обрёл авторитет у дакини и нагов. Однако со стороны людей он встречал зависть и поношение. Тогда он изучил почти всю мудрость в Индии у различных учителей. 
Женился на принцессе Мандараве. Однако местный владыка арестовал его и попытался сжечь на костре, из которого Падмасамбхава чудесно спасся. После этого он стал носить ожерелье из черепов, символизирующее освобождение существ из сансары. Затем он был приближен ко двору в стране Уддияна и получил титул "Падмараджа" ("Царь Лотоса"). Мистическим образом он стал наставником индийского царя Ашоки, а также участвовал в диспутах с врагами Дхармы.

## Тибетская миссия
В Тибете царь Тисонг Децэн безуспешно пытался утвердить буддизм при поддержке учёного пандита Шантаракшиты. Развитию буддизма чинили препятствия местные демоны. Поскольку Падмасамбхава был единственным человеком, способным одолеть враждебную Дхарме «нечистую силу», он был приглашён царём на помощь Шантаракшите.
Прибыв в Тибет, Падмасамбхава приступил к проповеди буддизма и демонстрации тибетцам своих магических способностей. Он заложил монастырь Самье, положил начало переводам буддийских текстов на тибетский язык и посвятил первых семь тибетских монахов. По-видимому, могущество, даруемое тантрической йогой, произвело на тибетцев большее впечатление, чем проповедь пути бодхисаттвы, которую ранее вёл Шантаракшита. Возможно также, что тантрический буддизм Падмасамбхавы чем-то (по крайней мере, внешне) показался тибетцам похожим на привычный для них шаманизм. Как сообщает житие, Падмасамбхава посрамил «чёрных» бонских магов-жрецов и колдунов, превзойдя их в магическом искусстве, и подчинил демонов и злых духов Тибета, обратив их в буддизм и сделав дхармапалами — защитниками Дхармы. Верной ученицей, спутницей и второй женой Падамсамбхавы стала тибетская княжна Еше Цогьял, которая и записала его высказывания.
Завершив тибетскую миссию, которая длилась 55 лет, Падмасамбхава отправился на границу с Непалом и оттуда, согласно его жизнеописанию, вознёсся на небо на коне Махабала.

## Восемь проявлений Падмасамбхавы
Традиция рассматривает восемь манифестаций Падмасамбхавы:
1. Гуру Ургьен Дорчжэ Ченг (изображение и описание)
2. Гуру Шакья Сэнгэ (изображение)
3. Гуру Пема Гьялпо (изображение и описание)
4. Гуру Падмасамбхава (изображение и описание)
5. Гуру Лоден Чоксе (изображение и описание)
6. Гуру Ньима Одзэр (изображение и описание)
7. Гуру Дорчжэ Дроло (изображение и описание)
8. Гуру Сэнгэ Дралог (изображение)

## Двадцать пять учеников
- Царь Тисонг Децэн
- Еше Цогьял, принцесса из Карчена
- Палги Сенге
- Вайрочана (переводчик)
- Юдра Ньингпо из Гьялмо
- Намкай Ньингпо йогин из Нуба
- Джнянакумара
- Гьялва Чоянг из Нгенлама
- Дрдже Дуджом из Нанама
- Еше Янг из Ба
- Палги Еше из Согпо
- Нанам Еше, йогин из страны Шанг
- Палги Вангчук из Карчена
- Дэнма Цеманг
- Кава Палцег из Чинбу[7]
- Палги Сэнгэ из Шубу
- Гялвэ Лодро, странствующий йогин из Дрэ
- Локи Чунгпа
- Дрэнпа Намка
- Палги Вангчук из О-дрэна
- Ринчен Чок
- Санге Еше, странствующий йогин из Нуба (832—943)
- Палги Дордже Вангчук из Лхалунга
- Кончок Чжунгнэ из Лангдро
- Гялва Чжангчуб из Ласума

## Праздники, посвящённые Падмасамбхаве
Предметом многочисленных праздников в школе ньингма стали важные события в жизни Гуру Ринпоче:
- 10-й день первого месяца (тибетского календаря): его полёт из этого мира, принятие обетов, медитация на кладбищах, получение имени «Шантаракшита».
- 10-й день второго месяца: принятие обетов и получение имени «Сакья Сэнгэ».
- 10-й день третьего месяца: случай, когда он, осуждённый на сожжение царем Захора, превратил священный огонь в воду и сел в медитации на цветок лотоса, распустившийся в середине озера, магически сделанного им (см. Ревалсар). По этому случаю он избрал принцессу Мандараву своей спутницей и принял имя «Падмасамбхава». Ряд других известных эпизодов его жизни также отмечается в десятый день этого месяца[8].